# قشلاق جهان خانملو (مقاطعة بيله سوار)
قشلاق جهان خانملو (بالفارسية: قشلاق جهان خانملو) هي مستوطنة تقع في إيران في قسم أنجیرلو الريفي. يقدر عدد سكانها بـ 69 نسمة .